# 2,4-pentanodiol
El 2,4-pentanodiol, llamado también 2,4-amilenglicol, es un diol de fórmula molecular C5H12O2.
Es isómero de posición del 1,5-pentanodiol, estando los grupos funcionales hidroxilo (-OH) en las posiciones 2 y 4 de la cadena carbonada. Los carbonos en estas dos posiciones son asimétricos, por lo que el 2,4-pentanodiol es una molécula quiral. 

## Propiedades físicas y químicas
El 2,4-pentanodiol es un líquido incoloro (o ligeramente amarillento) que tiene su punto de fusión a -22 °C —valor estimado— y su punto de ebullición a 201 °C.
En fase líquida posee una densidad de 0,964 g/cm³.
Es totalmente miscible en agua; el valor calculado del logaritmo de su coeficiente de reparto, logP ≃ 0,1, conlleva que su solubilidad es semejante en disolventes hidrófobos —como el 1-octanol— que en disolventes hidrófilos.
Estudios sobre la hidratación de este diol indican que su basicidad es mayor que la de dioles vecinales. Las interacciones agua{\displaystyle \leftrightarrow }agua son menos favorables en los complejos de hidratación del 2-4-pentanodiol que en los de dioles vecinales, mientras que las energías de interacción diol{\displaystyle \leftrightarrow }agua siguen la tendencia opuesta. En este sentido, el 2,4-pentanodiol puede ser considerado un agente «desestructurador» del agua.
En cuanto a su reactividad, es incompatible con anhídridos de ácidos, cloruros de acilo, cloroformiatos y agentes reductores.

## Síntesis y usos
El 2,4-pentanodiol se puede sintetizar a partir de cis-2,2,4,6-tetrametil-1,3-dioxano en presencia de iodo molecular (I2) en acetonitrilo. El rendimiento con este procedimiento es del 90%.
Otro método de síntesis consiste en la hidrogenación catalítica de acetilacetona, proceso que tiene lugar en dos pasos, teniendo como intermediario la 4-hidroxi-2-pentanona. En este caso, el catalizador es níquel Raney modificado con una disolución acuosa de ácido tartárico y bromuro de sodio.
La hidrogenólisis catalítica («hidrocraqueo») de azúcares, glicerol y glicoles da lugar a una mezcla de varios polioles cuyo peso molecular promedio es  más bajo que el material de partida. Entre estos polioles resultantes se encuentra, además de propilenglicol y etilenglicol, el 2,4-pentanodiol.
A su vez, se ha usado la forma quiral anti-2,4-pentanodiol para la reducción asimétrica de cetonas y silanos de acilo a alcoholes simples, obteniéndose más de un 99% de exceso de uno de los enantiómeros. La catálisis se lleva a cabo con ácido 2,4-dinitrobencenosulfónico en benceno a reflujo.
Por otra parte, cuando el 2,4-pentanodiol es desprotonado, el dianión resultante funciona como ligando «híbrido» de tipo alcóxido con las características estructurales de un β-dicetonato. En esta forma, reacciona con Al(O-s-Bu)(3) y Zr(O-i-Pr)(4) para formar complejos multinucleares quelados. En comparación a los derivados mononucleares equivalentes con acetilacetonato, los agregados con el ligando del 2,4-pentanodiol parecen tener más flexibilidad de coordinación.

## Precauciones
El 2,4-pentanodiol es un compuesto combustible, cuyo punto de inflamabilidad es de 374 °C.